# 219-es busz (Budapest)
A budapesti 219-es jelzésű autóbusz Csillaghegy HÉV-állomás és Aranyhegy, illetve Ürömhegy térsége között közlekedik. A viszonylatot a Budapesti Közlekedési Zrt. üzemelteti. Munkanapokon egész nap minden menet végig megy a vonalon, hétvégén a járat igényvezérelt, azaz csak előzetes bejelentés alapján érinti azokat a megállókat, ahonnan, vagy ahová utazási szándék van. A járat 6 és 22 óra között, csúcsidőben félóránként, csúcsidőn kívül és hétvégén óránként jár.

## Története
2013 szeptemberében a BKK társadalmi egyeztetésre bocsátotta egy új viszonylat tervét. A terv szerint az új, mikrobuszos viszonylat az Óbudai temetőtől indult volna az Aranyhegy térségébe, ahol ekkor tömegközlekedési kapcsolat nem volt. A járatot igényvezérelt szolgáltatásként tervezték, azaz csak azokat a megállóhelyeket érinti, ahol utazási szándék van. A terv szerint az utazási szándékot előre telefonon kell jelezni. A kapott észrevételek után a BKK 2013. november 4-től indította el a 219-es járatot, az előzetes terv szerint igényvezérelt szolgáltatásként. A végállomás azonban nem az Óbudai temető lett, hanem a Csillaghegynél található H5-ös HÉV megállója. A vonalon mikrobusz közlekedik, amely a szűk utcákon akár tolatással, vagy tengelyben is meg tud fordulni.
2019. június 15-én útvonala módosult, megszűnt a Lepence utca, Csikóvár utca és Kőpor utca megállóhelye, továbbá útvonala kibővült az Óarany utca megállót követően az Iglice utca – Jutas utca útvonalon az Ürömhegyi úti kereszteződésig. Az útvonalmódosítással párhuzamosan reggel 6 és 9 óra, illetve délután 13 és 21 óra között igénybejelentés nélkül is közlekedik a járat, érintve az összes megállóját.
2020. november 30-án útvonala Aranyhegyen leegyszerűsödött, a külső végállomása felé a Saroglya utca megállóhelyet egyből a Kőpor köz / Jutas utca követi, Csillaghegy felé pedig nem érinti a Saroglya utca és a Mácsonya utca felszállópontokat.
2023. szeptember 1-jétől hétköznapokon fix menetrend alapján, bejelentés nélkül is közlekedik, hétvégente Telebusz-rendszer van érvényben.

## Útvonala
A járat bizonyos időpontokban igényvezérelt, ekkor az utazási igényt telefonon előre kell jelezni. Telefonszám: +36 1 3 255 255.
| Ürömhegyi út / Jutas utca felé |
| Csillaghegy H vá. – Kázmér utca – Pusztakúti út – Mészkő utca – Saroglya utca – Tündérvirág utca – Kolta utca – Kőpor köz – Jutas utca – Ürömhegyi út / Jutas utca vá.     |
| Csillaghegy felé |
| Ürömhegyi út / Jutas utca vá. – Jutas utca – Iglice utca – Muzsla utca – Cserszömörce utca – Saroglya utca – Mészkő utca – Pusztakúti út – Kázmér utca – Csillaghegy H vá. |

## Megállóhelyei
Munkanapokon az autóbusz minden megállót érint előzetes igénybejelentés nélkül is. Hétvégente csak azokat a megállókat érinti, ahonnan/ahová utazási igény érkezett.
| 0 | Csillaghegy H (1) végállomás             | 11 | 134 |
| 0 | Csillaghegy H                            | 10 | 160 |
| 1 | Forrásliget lakópark                     | 9  | 160 |
| 2 | Mészkő utca (2)                          | 8  | 160 |
| 3 | Öregbükk utca (3)                        | 7  |     |
| 4 | Cserszömörce utca (4)                    | 6  |     |
| 5 | Mácsonya utca (5)                        | ∫  |     |
| 6 | Saroglya utca (6)                        | ∫  |     |
| ∫ | Muzsla utca (11)                         | 6  |     |
| ∫ | Óarany utca (10)                         | 5  |     |
| ∫ | Iglice utca / Jutas utca (9)             | 4  |     |
| 7 | Kőpor köz / Jutas utca (7)               | 3  |     |
| 8 | Ürömhegyi út / Jutas utca (8) végállomás | 0  |     |